# Печ, Роберт
Август Фердинанд Роберт Печ (нем. August Ferdinand Robert Petsch; 4 июня 1875, Берлин — 10 сентября 1945, Гамбург) — немецкий германист и фольклорист, профессор Гамбургского университета; член НСДАП (1933).

## Биография
Роберт Печ учился в Берлине у профессора Эрика Шмидта, а также — в университете Вюрцбурга, где получил степень кандидата наук в 1898 году; стал доктором наук в 1900 году. В 1914 году Печ являлся лектором в Ливерпуле. После этого он стал полным профессором в Королевской академии в Познани — лишился работы после заключения Версальского договора. В октябре 1919 года стал профессором Гамбургского университета — оставался на данном посту до 1945. Петч активно занимался исследованиями работ Лессинга и Гёте — в особенности, «Фаустом». В 1924 году он стал одним из основателей гамбургского Общества Гёте (Goethe-Gesellschaft). В рамках фольклористики он занимался сказками.
11 ноября 1933 года Роберт Печ был среди более 900 ученых и преподавателей немецких университетов и вузов, подписавших «Заявление профессоров о поддержке Адольфа Гитлера и национал-социалистического государства». В мае 1945 года британские оккупационные власти уволили Печа, в связи с его членством в НСДАП (с 1933).

## Работы
- Freiheit und Notwendigkeit in Schillers Dramen (= Goethe- und Schillerstudien. 1, ZDB-ID 531596-7). Beck, München 1905.
- Lessings Briefwechsel mit Mendelssohn und Nicolai über das Trauerspiel. Nebst verwandten Schriften Nicolais und Mendelssohns (= Philosophische Bibliothek. Bd. 121, ISSN 23652861). Dürr, Leipzig 1910.
- Gehalt und Form. Gesammelte Abhandlungen zur Literaturwissenschaft und zur allgemeinen Geistesgeschichte (= Hamburgische Texte und Untersuchungen zur deutschen Philologie. Reihe 2: Untersuchungen. 1, ZDB-ID 530928-1). Ruhfus, Dortmund 1925.
- Wesen und Formen der Erzählkunst (= Deutsche Vierteljahrsschrift für Literaturwissenschaft und Geistesgeschichte. Buchreihe. 20, ZDB-ID 200380-6). Niemeyer, Halle (Saale) 1934.
- Издатель, совместно с Hermann Blumenthal: Goethes Werke. 12 Bände. Kleine Festausgabe. Bibliographisches Institut, Leipzig 1938.